# 巴賓齊 (波格列比謝區)
49°33′37″N 29°28′33″E / 49.56028°N 29.47583°E
巴賓齊（烏克蘭語：Бабинці），是烏克蘭的村落，位於該國西南部文尼察州，由文尼察區負責管轄，面積2.27平方公里，海拔高度201米，2001年人口595，人口密度每平方公里262.23人。